# Trogulus tricarinatus
Espèce
Synonymes
- Phalangium tricarinatum Linnaeus, 1767

Trogulus tricarinatus est une espèce d'opilions dyspnois de la famille des Trogulidae.

## Distribution
Cette espèce se rencontre en Europe hors Scandinavie et a été introduite en Amérique du Nord. Trogulus tricarinatus est rare en Grande-Bretagne, habituellement présent seulement dans le sud.

## Habitat
On le trouve généralement dans les zones calcaires et souvent dans la litière de feuilles.

## Description
Trogulus tricarinatus mesure entre 7 et 9 mm chez les deux sexes. Sa deuxième paire de pattes atteint 8 mm. Son corps est aplati et étroit,. Ses pattes sont courtes et robustes, les deux paires avant ayant deux segments et les deux paires arrière trois. Les spécimens immatures sont de couleur violette.
Il est semblable au plus petit Anelasmocephalus cambridgei.
Ils passent par six mues sur une période allant jusqu'à neuf mois avant d'atteindre l'âge adulte.
Les ouvertures des glandes olfactives de cette espèce ne sont pas visibles et elles ne semblent pas avoir de rôle défensif.
Il se déplace lentement et est généralement recouvert de particules de saleté.
Cet opilion se nourrit d'escargots et pond ses œufs dans leurs coquilles vides. Il se nourrit également d'insectes et de vers de terre.

## Systématique et taxinomie
Cette espèce a été décrite sous le protonyme Phalangium tricarinatum par Linnaeus en 1767. Elle est placée dans le genre Trogulus par C. L. Koch en 1839.

## Publication originale
- Linnaeus, 1767 : Systema naturae per regna tria naturae, secundum classes, ordines, genera, species, cum characteribus, differentiis, synonymis, locis. ed. 12, Holmiae, Laurentii Salvii.